# لوسينة
اللوسينة (الاسم العلمي: Lucina) هي جنس من الحيوانات تتبع الفصيلة اللوسينات من رتبة اللوسينيات.

## أنواع اللوسينة
- لوسينة أدانسونية
- لوسينة برتقالية
- لوسينة بنسلفانية
- لوسينة شعاعية
- لوسينة صغيرة
- لوسينة عاجية
- لوسينة لحمية
- لوسينة مائلة
- لوسينة ملتبسة
- لوسينة موندية